# Amblystegium serpens
Amblystegium serpens Közép-Európában elterjedt, nagyon gyakori, mindenhol előforduló lombosmoha faj.

## Megjelenése
A szabálytalanul, de sűrűn elágazó növények finom, szövedékes gyepet alkotva nőnek. A hajtások finomak, keskenyek; levelekkel együtt is csak körülbelül 1 mm szélesek és 4 cm hosszúak, számos rhizoiddal, gyökerecskével kötődnek az aljzathoz.
A lándzsa alakú levelek kihúzott hosszúkás hegyben végződnek. A levél széle enyhén fogazott. A levéllemez sejtjei körülbelül 3 - 5-ször hosszabbak szélességüknél. A levélér erőteljes, de nem éri el a levél csúcsát.
A spóratartó tok hengeres és görbült.

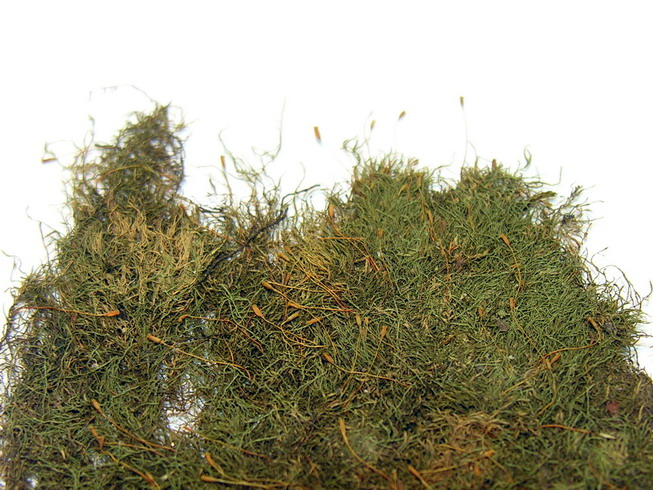
Habitus kép egy herbáriumi példányról
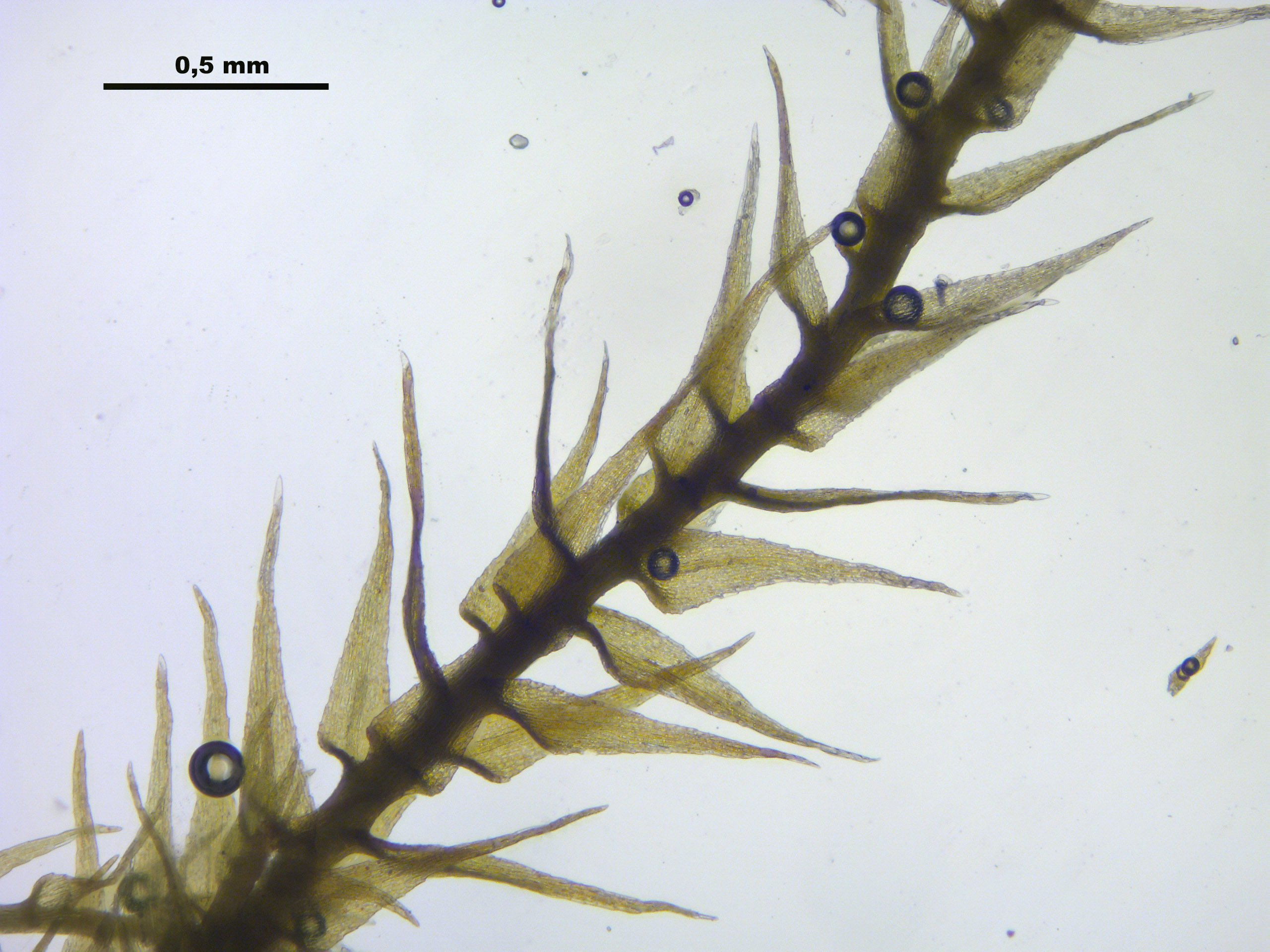
Mikroszkópos kép a hajtásról

## Elterjedése és élőhelye
Ez a faj nedves és árnyékos helyeken él. Megtalálható szinte mindenféle természetes és mesterséges aljzaton és helyen, legyen az fa, szikla, talaj vagy beton és aszfalt.
Kozmopolita faj elterjedt az egész világon (az Északi féltekén, Dél-Afrika, Dél-Amerika, új-Zéland). A Közép-Európában is széles körben elterjedt, gyakori. Magyarországon is közönséges faj. Vörös listás besorolása: nem veszélyeztetett (LC).

## Emberi felhasználás
Akváriumokban kedvelt dísznövény. Bár természetes módon nem él vízben, de fokozatos szoktatással elérhető, hogy víz alatt életben maradjon ez a moha. Kedvelt a kisméretű, ún. nano akváriumokban, mint dísznövény.

## Fordítás
Ez a szócikk részben vagy egészben  az   Amblystegium serpens című német Wikipédia-szócikk ezen változatának fordításán alapul.  Az eredeti cikk szerkesztőit annak laptörténete sorolja fel. Ez a jelzés csupán a megfogalmazás eredetét és a szerzői jogokat jelzi, nem szolgál a cikkben szereplő információk forrásmegjelöléseként.

## Internetes hivatkozások
- BBS Field Guide - Amblystegium serpens (Angol oldal)

- Swiss Bryophytes - Amblystegium serpens (Svájci oldal)

- Bildatlas Moose - Amblystegium serpens (Német oldal)